# Marisol Lopez-Tromp
Marisol Juliette Lopez-Tromp (Aruba, 28 september 1969) is een Arubaans politica. Sinds 8 juli 2021 is zij lid van de Staten van Aruba namens de MAS. Daarvoor was zij statenlid, statenvoorzitter, vicepremier en meermalen minister van Aruba.

## Beginjaren
Marisol Lopez-Tromp is de dochter van Yvonne Frans en Domi Tromp, voormalig politicus en lijsttrekker van de PPA. Zij doorliep de Colegio Arubano en studeerde Pedagogische Wetenschappen aan de Katholieke Universiteit Nijmegen. Na terugkeer op Aruba in 1995 was zij enkele jaren werkzaam als gezinspegagoge bij de directie Sociale Zaken.

## Politiek
Op 28-jarige leeftijd zette Lopez haar eerste stappen in de politiek bij de AVP, maar maakte vrijwel meteen een overstap naar de MEP. Het onderstaande tabel geeft weer het resultaat van haar deelname aan de parlementaire verkiezingen.
| Verkiezing | Lijst | Positie op lijst    | Stemmen |
| ---------- | ----- | ------------------- | ------- |
| 1997       | MEP   | nr.8                | 1538    |
| 2001       | MEP   | nr.4                | 4708    |
| 2005       | MEP   | nr. 2               | 4392    |
| 2009       | MEP   | nr. 2               | 2880    |
| 2013       | AVP   | nr. 29 (lijstduwer) | 1643    |
| 2017       | POR   | nr. 3               | 497     |
| 2021       | MAS   | nr. 1               | 4191    |
| 2024       | MAS   | nr. 1               | 1300    |

Na de statenverkiezingen in 1997 was Lopez statenlid van 14 januari 1998 tot 29 oktober 2001. Het statenlidmaatschap verruilde ze voor een ministerspost na de verkiezingen van 2001. Haar verkiezingscampagne leverde haar een enorme stemmenwinst op. Met 4708 persoonlijke stemmen vestigde ze in 2001 een vrouwenrecord, dat zij 20 jaren behield. In 2021 werd dit verbroken toen MEP-lijsttrekker Evelyn Wever-Croes 7518 persoonlijke stemmen wist te behalen.
Lopez was minister van 2001 tot 2009. In het kabinet Oduber III was zij minister van Sociale Zaken en Infrastructuur. Deze portefeuilles behield ze ook in het vierde kabinet Oduber, aangevuld met het ministerie van Onderwijs. In het laatstgenoemde kabinet was ze tevens vicepremier. Tegen het eind van haar ministerschap werd het duidelijk dat er onderling spanningen waren in het kabinet. Veel ophef kreeg de kwestie "broedende kip", een publieke verwijzing naar Lopez door Nelson Oduber nadat zij kort daarvoor van haar eerste kind was bevallen.
Haar tweede periode in de Staten zou minder onbewogen zijn dan de eerste. In december 2010, stemde Lopez, samen met Mervin Wyatt-Ras, tegen de MEP-fractielijn in voor versobering van de pensioenen en verhoging van de pensioenleeftijd van de actieve ministers en parlementariërs. De Arubaanse regering kampte met zware financiële lasten. Voor wat betreft de ministers zou de nieuwe regeling per direct een besparing van AWG 5 miljoen opleveren. Ook zittende parlementariërs zouden op hun rechtspositie inleveren. Na 19-uren debatteren stemden de statenleden met 15 stemmen voor, 5 tegen en 1 onthouding. Wyatt en Lopez werden hierna uit de fractie gezet. Lopez besloot, gelijk Wyatt, als zelfstandig statenlid verder te gaan tot aan het einde van het parlementair termijn. Vlak voor de verkiezingen van 2013 sloot Lopez zich aan bij de AVP. Zij behaalde met voorkeurstemmen een statenzetel en werd vervolgens gekozen tot voorzitter van de Staten. Na een incident met Chris Dammers, fractiegenoot en vice-voorzitter van de Staten, stapte Lopez in juni 2016 uit de AVP-fractie. Van juni 2016 tot september 2017 had zij voor de tweede keer de status van onafhankelijk statenlid. Haar statenvoorzitterschap eindigde eerder in september 2016 toen zij bij de jaarlijkse voorzitterverkiezing niet herkozen werd. Eind februari 2017 sloot ze zich aan bij de nieuwe politieke partij POR, die bij de verkiezingen op 22 september 2017 twee statenzetels behaalde. Tussen 30 oktober 2017 en 27 januari 2020 was ze POR-statenlid en fractieleider.
Bij de aankondiging in september 2019 van het vertrek van minister Otmar Oduber werd Lopez aangewezen als zijn opvolger. Van 28 januari 2020 tot 22 oktober 2020 was zij minister van Ruimtelijke Ontwikkeling, Infrastructuur en Milieu in het kabinet Wever-Croes. Haar ontslag als minister kwam tot stand op verzoek van de ministerraad nadat Lopez uit de eigen partij was gezet vanwege een vertrouwensbreuk. In april 2021 werd zij politiek leider van de Movimiento Arubano Soberano.

### Partij- en kabinetsconflict
Na een vertrouwensbreuk tussen Lopez en haar eigen partij eiste de POR haar vertrek uit het kabinet en de partij. Lopez zag geen reden om op te stappen en bleef aan als partijloze bewindsvrouw na het verstrijken van het gestelde ultimatum van 8 juni 2020. Hiermee escaleerde het partijconflict in een kabinetsconflict. Nadat mediation geen resultaat opleverde besloot de Arubaanse ministerraad haar haar portefeuilles te ontnemen en haar per 25 juli 2020 specifieke taken toe te wijzen als minister zonder portefeuille, welk besluit kort daarna werd teruggedraaid. Met het agendapunt 'motie van wantrouwen' vond op 31 juli op verzoek van MEP en POR een statenvergadering plaats, die halverwege werd geschorst om een nieuwe bemiddelingspoging door minister-president Evelyn Wever-Croes mogelijk te maken. De motie kwam niet meer aan de orde bij voortzetting van het debat enige weken later waarbij Lopez verklaringen aflegde over ambtelijke corruptie in haar ministerie. Tijdens het statendebat op 15 oktober over het gedogen van speervissen diende MEP-fractieleider Rocco Tjon een motie van wantrouwen in, die werd aangenomen met 10 stemmen voor en geen tegen. Over de rechtsmatigheid van dit besluit is twijfel ontstaan doordat de aanwezige AVP- en RED-fractieleden de vergadering verlieten en het quorum hiermee verviel. Nadat hij de motie van wantrouwen van meet af aan had verdedigd verklaarde statenvoorzitter Ady Thijsen op 31 oktober deze voor ongeldig en nietig. Op 21 oktober besloot de ministerraad dat Lopez moest vertrekken. Het ontwerp-landsbesluit tot ontslag kreeg steun van coalitiemeerderheid in de Staten. Bij aanbieding van het ontwerp-besluit op grond van art. II.2 van de Arubaanse staatsregeling wees gouverneur Boekhoudt op het belang van het functioneren van de regering en het waarborgen van eenheid van het regeringsbeleid. Na bekrachtiging door de gouverneur ging het ontslag in op 22 oktober 2020.
Sinds april 2021 is zij leider en voorzitter van de Soevereine Arubaanse Beweging. Na een comeback bij de verkiezingen van 2021 kreeg zij minder stemmen. Van 8 juli 2021 tot 8 januari 2025 was zij parlementariër en fractieleider voor de MAS.
Lopez is getrouwd en heeft twee dochters.